# Rhytidanthera magnifica
Rhytidanthera magnifica là một loài thực vật có hoa trong họ Ochnaceae. Loài này được (Gleason) Dwyer miêu tả khoa học đầu tiên năm 1944.